# Chérif Quenum
Kouame Chérif Quenum (* 5. Juni 1993 in Orléans) ist ein französischer Fußballspieler.

## Karriere
Quenum begann seine Karriere bei der US Orléans. Zur Saison 2015/16 wechselte er zum Viertligisten Tarbes Pyrénées Football. Für Tarbes kam er zu 16 Einsätzen in der CFA. Zur Saison 2016/17 schloss er sich dem Drittligisten US Avranches an. Für Avranches spielte er in jener Spielzeit 15 Mal in der National.
Zur Saison 2017/18 wechselte Quenum zum Zweitligisten FC Valenciennes. Dort debütierte er im September 2017 gegen Orléans in der Ligue 2. Dies sollte allerdings sein einziger Ligaeinsatz für Valenciennes bleiben. Im Januar 2019 wurde er an den Viertligisten Stade Bordelais verliehen. Für Bordelais kam er bis zum Ende der Leihe zu zwölf Einsätzen in der National 2. Zur Saison 2019/20 kehrte der Außenverteidiger wieder nach Valenciennes zurück, stand aber nicht mehr im Kader.
Nach drei Jahren in Valenciennes verließ er den Verein zur Saison 2020/21 und wechselte zum Viertligisten FC Bourges. Bis zum COVID-bedingten Saisonabbruch absolvierte der Abwehrspieler drei Partien in der National 2. Nach der Saison 2020/21 verließ er Bourges. Nach einem halben Jahr ohne Klub wechselte er im Februar 2022 zum österreichischen Regionalligisten ATSV Stadl-Paura. Für Stadl-Paura kam er zu zehn Einsätzen in der Regionalliga, aus der er mit dem Verein zu Saisonende aber abstieg. Daraufhin verließ er die Oberösterreicher wieder.